# Cecily Brown

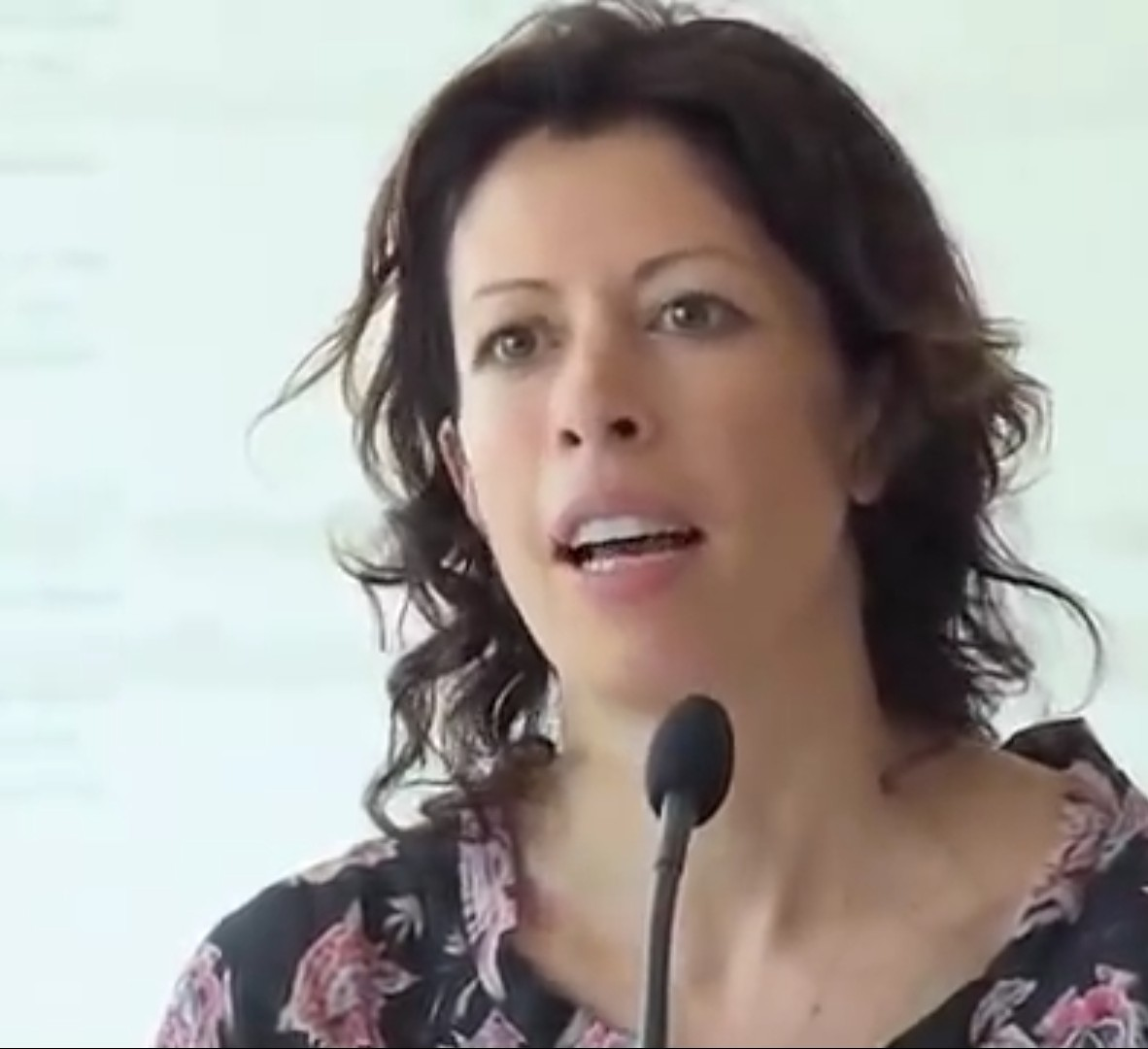
Cecily Brown, 2012

Cecily Brown (Londen, 1969) is een Britse kunstschilderes van hedendaagse kunst. 

## Biografie
Cecily Brown behaalde het B-TEC Diploma in Art and Design aan de Epsom School of Art in Surrey, Engeland (1985–1987), volgde tekenklassen aan het Morley College in Londen (1987–1989) en verkreeg een BA in Fine Arts aan de Slade School of Art, Londen (1989–1993). Hierna vestigde ze zich in New York.
Browns werk was te zien op de Whitney Biennial in 2004 in New York, The Triumph of Painting bij de Saatchi Gallery, Londen and “Greater New York” bij P.S. 1 in New York. Ze heeft geëxposeerd bij galeries en musea zoals o.a. Contemporary Fine Arts in Berlijn, MACRO in Rome en Museum der Moderna in Salzburg. Ze is ook vertegenwoordigd bij Gagosian Gallery in New York.
Cecily Brown woont en werkt het grootste deel van haar carrière in New York. Haar werk heeft de aandacht getrokken van bekende kunstverzamelaars als Elton John en  Michael Ovitz. Brown is de dochter van de schrijfster Shena Mackay en van David Sylvester, een toonaangevende Britse kunstcriticus.

## Schilderstijl
Haar schilderstijl is sensueel en bevat elementen van het werk van Milo Manara. Cecily Browns schilderijen combineren  figuratie en abstracte kunst. 
Cecily Brown vindt daarnaast inspiratie bij oude meesters als Rubens, Poussin of Titiaan, maar ook bij moderne kunstenaars als Willem de Kooning en Arshile Gorky. Met de eersten deelt ze haar liefde voor het menselijk lichaam, met de moderne meesters haar voorkeur voor grote doeken en expressieve stijl.
Haar werk is opgenomen in collecties als van het Guggenheim Museum, het Whitney Museum of American Art in New York en Tate Modern in Londen.

## Tentoonstellingen
- Based on a true story van 20 november 2010 t/m 27 februari 2011 in het GEM (museum voor actuele kunst) in Den Haag